# ラリー・ハミルトン
ラリー・ハミルトン（Larry "Rocky" Hamilton、本名：Lawrence Edward Hamilton、1931年3月31日 - 1996年7月20日）は、アメリカ合衆国のプロレスラー。ミズーリ州セントジョセフ出身。
ミズーリ・モーラー（The Missouri Mauler）のリングネームで知られ、ヒールのラフ&パワーファイターとして活躍した。ジ・アサシンズのジョディ・ハミルトンは義弟、WCWやWWEのレフェリーだったニック・パトリックは甥にあたる。

## 来歴
アメリカ陸軍を除隊後、1950年にデビュー。ミズーリを皮切りにカンザス、アイオワ、ネブラスカなど中西部を転戦し、1954年5月21日には地元のセントジョセフにおいて、師匠格のサニー・マイヤースを下してNWAミズーリ・ヘビー級王座を獲得した。
1957年より北東部に進出し、WWWFの前身団体であるニューヨークのキャピトル・レスリング・コーポレーションでは、スカル・マーフィーのパートナーとなってアントニオ・ロッカやアーノルド・スコーランと抗争。翌1958年からはジョディ・ハミルトンとの兄弟タッグチーム、ハミルトン・ブラザーズ（The Hamilton Brothers）で活動した。
その後、ノース&サウスカロライナおよびバージニアをテリトリーとするミッドアトランティック地区に参戦。後にジョディとジ・アサシンズを結成するグレート・ボロをパートナーに、1959年8月24日にデューク・ケオムカ&ミスター・モトの日系コンビからNWA南部タッグ王座を奪取。以降もエンリケ・トーレスやヘイスタック・カルホーンらのチームを破り、同王座を通算3回獲得した
1961年11月、日本プロレスに初来日。ミスター・フー（Mr. Who）なる覆面レスラーに変身しての参戦だったが、来日第1戦となるキング・オブ・マスクことロニー・エチソンと組んでの吉村道明&遠藤幸吉との試合前に、エチソン共々自ら覆面を脱いで正体を現している。12月14日には東京・台東区体育館においてリッキー・ワルドーと組み、力道山&豊登が保持していたアジアタッグ王座に挑戦した。
1960年代前半は中西部のセントラル・ステーツ地区を主戦場に活動。1963年10月19日、パット・オコーナーを下してセントラル・ステーツ版のNWA USヘビー級王座を獲得した。同地区では因縁のマイヤースやエチソンをはじめ、モンゴリアン・ストンパーやボブ・ガイゲルとも抗争を展開した。
1965年7月より、ミズーリ・モーラー（The Missouri Mauler）と名乗って長年の主戦場となるフロリダに登場。11月30日にタンパにおいて、ルー・テーズのNWA世界ヘビー級王座に挑戦した。1966年3月8日にはターザン・タイラーを破り、フラッグシップ・タイトルのNWA南部ヘビー級王座を獲得。以降、1969年にはジャック・ブリスコを相手に同王座を争い、1970年5月12日にはNWAフロリダ・ヘビー級王座もブリスコから奪取している。1969年12月から1970年にかけては新王者ドリー・ファンク・ジュニアのNWA世界ヘビー級王座にも何度となく挑戦した。
その後はミッドアトランティック地区に戻り、1971年7月にNWAイースタン・ステーツ・ヘビー級王座を獲得。ブルート・バーナードとも狂乱コンビを結成して、10月12日にジョニー・ウィーバー&ジョージ・ベッカーからNWA大西洋岸タッグ王座を奪取した。
1972年9月には11年ぶりの来日を果たし、日本プロレスの『第3回NWAタッグ・リーグ戦』にジョディとのハミルトン・ブラザーズで出場。外国側の優勝候補とされたダニー・ホッジ&ネルソン・ロイヤルを勝ち点で上回って決勝戦に進出し、10月31日に大阪府立体育館において日本側の坂口征二&高千穂明久と優勝を争った。
1973年にはテキサスの東部地区に参戦。ゲーリー・ハートをマネージャーに迎え、1月19日にホセ・ロザリオからNWAテキサス・ヘビー級王座を奪取。3月にはジョニー・バレンタインが日本遠征のために返上したNWAアメリカン・ヘビー級王座を継承し、8月7日にフリッツ・フォン・エリックに敗れるまで戴冠した。1975年はオーストラリアに遠征して、NWA豪亜タッグ王座を獲得している。
1976年からは古巣のフロリダおよびミッドアトランティックで活動。フロリダではダスティ・ローデス、ビル・ロビンソン、ジャック&ジェリー・ブリスコらと抗争。ミッドアトランティックではブラックジャック・マリガン、マスクド・スーパースター、キム・ドクらと共闘して、ボボ・ブラジル、ワフー・マクダニエル、ミスター・レスリング、ディノ・ブラボー、マイティ・イゴール、リッキー・スティムボートなどと対戦した。キャリア末期となる1979年には、フロリダにてパク・ソンやオックス・ベーカーともタッグを組んだ。
引退後の1981年からは保釈保証業者に転じていた。1996年7月20日、心臓発作のため65歳で死去。晩年は人工股関節の置換手術を受けるも、健康状態は概して良好だったという。

## 獲得タイトル
セントルイス・レスリング・クラブ
- NWAミズーリ・ヘビー級王座：1回[7]

ミッドアトランティック・チャンピオンシップ・レスリング
- NWAイースタン・ステーツ・ヘビー級王座：2回[18]
- NWA南部タッグ王座（ミッドアトランティック版）：4回（w / グレート・ボロ×3、パンピロ・フィルポ）[10]
- NWA大西洋岸タッグ王座：1回（w / ブルート・バーナード）[19]

セントラル・ステーツ・レスリング
- NWAセントラル・ステーツ・ヘビー王座：1回[27]
- NWA USヘビー王座（セントラル・ステーツ版）：6回[12]

チャンピオンシップ・レスリング・フロム・フロリダ
- NWA南部ヘビー級王座（フロリダ版）：2回[15]
- NWAフロリダ・ヘビー級王座：1回[16]
- NWAフロリダ・ブラスナックル王座：2回[28]
- NWAフロリダTV王座：2回[29]
- NWAフロリダ・タッグ王座：3回（w / ヒロ・マツダ×2、デール・ルイス）[30]

NWAビッグタイム・レスリング
- NWAテキサス・ヘビー級王座：1回[21]
- NWAアメリカン・ヘビー級王座：1回[22]

ワールド・チャンピオンシップ・レスリング（オーストラリア）
- NWA豪亜タッグ王座：1回（w / Steve Rackman）[23]

オール・サウス・レスリング・アライアンス
- ASWAジョージア・ヘビー級王座：1回[31]